# Grenada County
Grenada County is een county in de Amerikaanse staat Mississippi.
De county heeft een landoppervlakte van 1.092 km² en telt 23.263 inwoners (volkstelling 2000). De hoofdplaats is Grenada.